# Control biològic de plagues

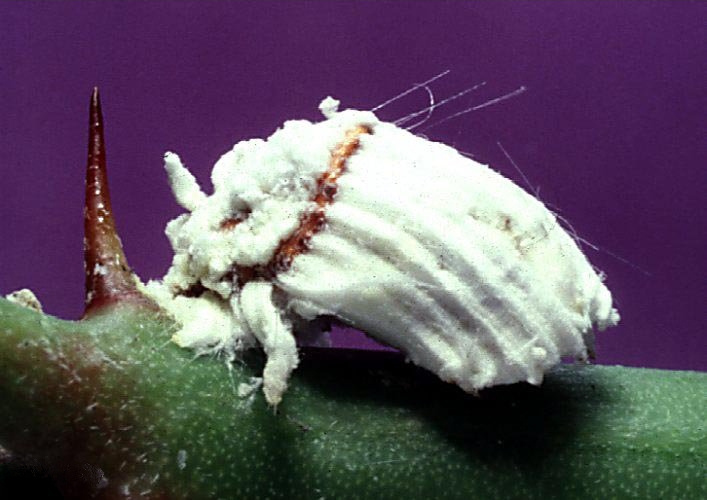
Cotxinilla acanalada una cotxinilla controlada eficaçment per la lluita biològica

El control biològic de plagues o la lluita biològica en agricultura és el conjunt de recursos biològics per a prevenir, reduir o eliminar plagues (insectes, àcars, males herbes i malalties de les plantes). Es fa servir la depredació, el parasitisme, l'herbivorisme, la confusió sexual, l'esterilització o altres mecanismes naturals. És un important component dels programes de producció integrada.
El control biològic es fa principalment per la reducció de la població de les plagues pels enemics naturals o per la prevenció de la seva procreació en crear una confusió sexual. Normalment es redueix la població de la plaga però no s'acaba totalment amb ella. Els enemics naturals o agents de control biològic inclouen depredadors, parasitoides, patògens i feromones. En el cas dels agents contra les malalties de les plantes se'ls coneix com a antagonistes.
El control biològic en males herbes inclou agents herbívors i patògens per a les plantes a eliminar. Els depredadors com la marieta i crisopa, són espècies de vida lliure que consumeixen un gran nombre de preses durant la seva vida. Els parasitoides són espècies amb un estadi encara immadur que es desenvolupa sobre o dins d'un hoste al qual finalment acaben matant. La majoria tenen un marge d'actuació molt estret. Moltes espècies d'himenòpters i alguns dípters són parasitoides. Els patògens causen malalties i això inclou bacteris, fongs, i virus. Aquests maten o afebleixen el seu hoste i són relativament específics de certs grups d'insectes.
D'estratègies de control biològic n'hi ha tres tipus bàsics: conservació, control clàssic i augmentació.

## Antecedents
La idea té una llarga tradició a Catalunya. Ja el 1895 la revista La Pagesia advocava un control fonamentat en el respecte dels enemics naturals: «Aném á veure donchs los animals servidors de la horta, als quals deu l'hortolá lo respecte y consideració, degudas als que venen á reportarli veritables beneficis, casi sens demanarli en pago res més que aquestos, respecte y consideració.» El 1934, G. del Cid, professor a l'Escola Superior d'Agricultura de Barcelona, va muntar un experiment de control biològic contra els corcs dels llibres amb l'ús d'un dels seus enemics naturals, l'àcar P. ventricosus en la biblioteca de la Universitat Autònoma que era força contaminada per manca de sol·licitud. Aquest inicis prometedors van desaparèixer després de la segona guerra mundial, quan l'èxit inicial del control químic «modern» - abans que van palesar els inconvenients - va transformar les mètodes biològiques en coses antigues o folklorístiques de l'agricultura artesanal.

## Principis fonamentals
Dins qualsevol ecosistema, cada espècie està subjecta a la interacció amb factors de control, vivents o no, que regulen la dinàmica de la població. Un paper important el representa la depredació, el parasitisme i la competició entre les espècies. La capacitat de reacció homeostàtica d'un ecosistema depèn de factors biològics. En un ecosistema natural, per tant, la variació de població d'una espècie indueix dinàmiques adaptatives dels components de l'ecosistema que interaccionen amb el seu nínxol ecològic. El resultat és una variació cíclica que tendeix a contenir la població en el temps, a evitar-ne l'extinció, llevat que es verifiquin en el medi ambient canvis que portin, en sentit evolutiu o regressiu, a un canvi de la biocenosi.
Qualsevol esdeveniment, aplicat a un agrosistema o un altre sistema antropotitzat, comporta el control d'una espècie perjudicial per part del seu antagonista natural pot ésser definit com un sistema de lluita biològica. El control biològic per tant no és res més que l'applicació d'un model d'homoestasi en un sistema artificial.
Per la seva prerrogativa la lluita biològica no elimina totalment la població de l'organisme perjudicial, però la manté dins de nivells que no fan mal econòmicament. Aquest aspecte diferencia de forma notable el control biològic d'altres sistemes de defensa com són la lluita agroquímica convencional amb un calendari de tractaments o el control biotècnic, en els quals es pot arribar a anul·lar completament les poblacions perjudicials, en la mesura que no desenvolupen una resistència.

### Exemples

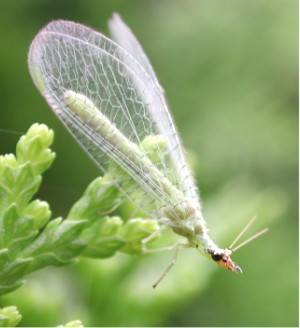
Els Chrysopidae són insectes depredadors abundants i eficients.

Marietes: les larves d'aquest coleòpter són encara més voraces que els adults. Mengen pugons però també àcars i altres insectes fins i tot petites erugues. Tenir ortigues prop del terreny afavoreix les poblacions de marietes.
Els odonats (espiadimonis, cavallets del diable, etc.) i les seves larves aquàtiques són importants depredadors de mosquits. Si es fan campanyes indiscriminades de fumigació contra mosquits també s'eliminen els odonats.
Algunes males herbes, com les del gènere Amaranthus, es poden controlar biològicament utilitzant fongs com per exemple, els del gènere Myrothecium.

## Classes de controls

### Clàssic
consisteix a introduir una espècie exòtica, criar-la i aclimatar-la, amb l’objectiu que passe a formar part del complex d’enemics naturals que té una plaga en camp. L’espècie introduïda passa per un rigorós procés de quarantena, a fi de garantir que cap organisme no desitjat (com hiperparasitoides) s'introduïsca.
Consisteix en la introducció d'enemics naturals exòtics en un nou lloc on no s'hi trobava, criar-los i aclimatar-los, amb l’objectiu que passe a formar part del complex d’enemics naturals que té una plaga en camp. Això es fa normalment per les autoritats governamentals. L’espècie introduïda passa per un rigorós procés de quarantena, a fi de garantir que cap organisme no desitjat (com hiperparasitoides) siguen introduïts en l'ecosistema abans de ser alliberat. Si l'insecte o organisme s'adapta a les condicions locals pot passar a formar part de la població natural de la zona, en altre cas es fan alliberaments repetits. Molt sovint es tracta de combatre una plaga que tampoc és autòctona com en el cas del barrinador europeu del moresc als Estats Units (Ostrinia nubilalis).
El control de la cotxinilla dels agris (Icerya purchasi), un insecte australià que a finals del segle xix devastava els cítrics de Califòrnia es va fer amb un insecte depredador, Rodolia cardinalis, i un dípter parasitoide, ambdós australians. En pocs anys aquesta cotxinilla va estar controlada.
El control clàssic és a llarg termini temporal i econòmic. No sempre funciona, i acostuma a ser més efectiu contra les plagues exòtiques però ho és menys contra insectes autòctons.

### Conservació
Consisteix en el maneig de les condicions que influeixen en l'agroecosistema, per a potenciar l'eficàcia dels enemics naturals autòctons, de manera que s'actua directament sobre els elements del medi, tant modificant els factors que interfereixen amb les espècies beneficioses, com realitzant un maneig dels requeriments ecològics que necessiten les espècies beneficioses en el seu ambient. La conservació dels enemics naturals és probablement el sistema de control biològic més important. A tot arreu hi ha enemics naturals de les plagues que estan adaptades al medi ambient i a les plagues i la seva conservació és generalment simple i econòmica. Per exemple, els fongs infesten els dípters adults quan hi ha prou humitat.

### Inoculatiu o augmentatiu
És una estratègia utilitzada quan és possible una certa permanència de l'enemic natural en el cultiu, però és incapaç de viure sobre ell de manera permanent. Els alliberaments inoculatius es fan a l’establiment del cultiu per a colonitzar l'àrea durant el temps de permanència d'aquest i així previndre l'increment de la densitat poblacional de l'insecte herbívor i així evitar que esdevingué en plaga. S'introdueix l’enemic en quantitats baixes, esperant que es multiplique en el cultiu i controle la plaga durant un llarg període, encara que no de forma permanent. A més, es poden modificar les tècniques de conreu per a afavorir els depredadors. Uns exemples d'això són l'ús del parasitoide, Encarsia formosa, per al control de la mosca blanca dels hivernacles i l'àcar predador, Phytoseiulus persimilis, en el control d'altres àcars.
Les marietes i les crisopes s'alliberen al medi en quantitats inundatives de l'ordre d'un a cinquanta per metre quadrat. Els nematodes que mengen insectes s'alliberen en quantitats de milions o fins i tot miliards per hectàrea.

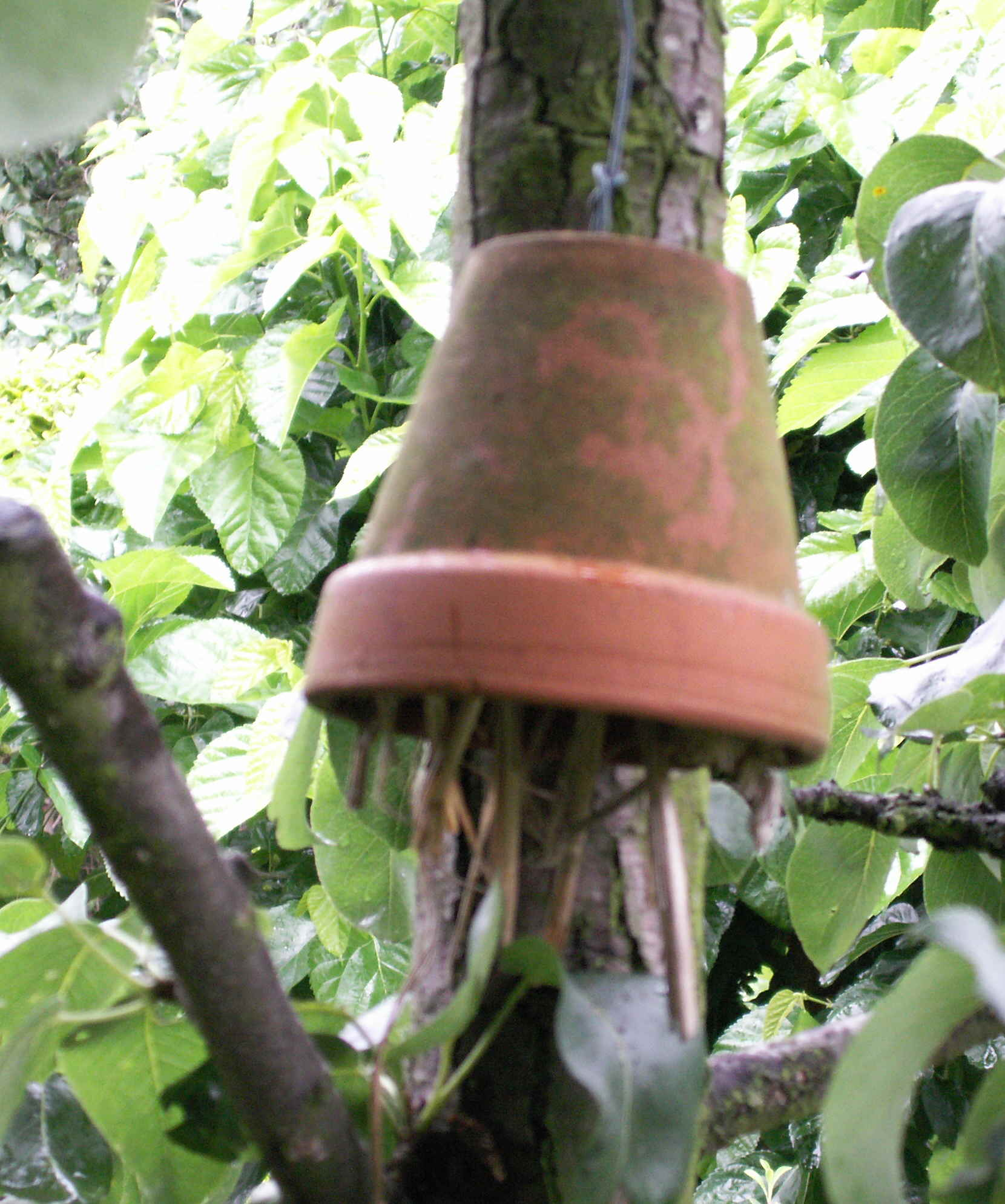
Un sistema per atraure dermapteres

La manipulació de l'hàbitat és una altra forma d'augmentació. Es fa en tornar a plantar bardisses i refugis artificials per als depredadors. L'agricultura extensiva del segle xx que va tendir a maximitzar la terra de conreu i reduir els «espais inútils» va tenir un impacte negatiu. La norma tècnica de producció integrada de Catalunya prescriu que almenys 5% del terra han de ser alliberats per a acollir flora i fauna beneficiosa.

### Inundatiu
Consisteix en alliberaments d'un nombre molt elevat d'enemics naturals, nadius o al·lòctons, per a la reducció de la població de fitòfag a curt termini, quan s'arriba a nivells de dany econòmic. Es fan introduccions repetides de quantitats elevades de l'enemic per a un control suficient i contundent de la població de fitòfag que s'ha convertit en plaga.

## Efectes de les espècies invasores

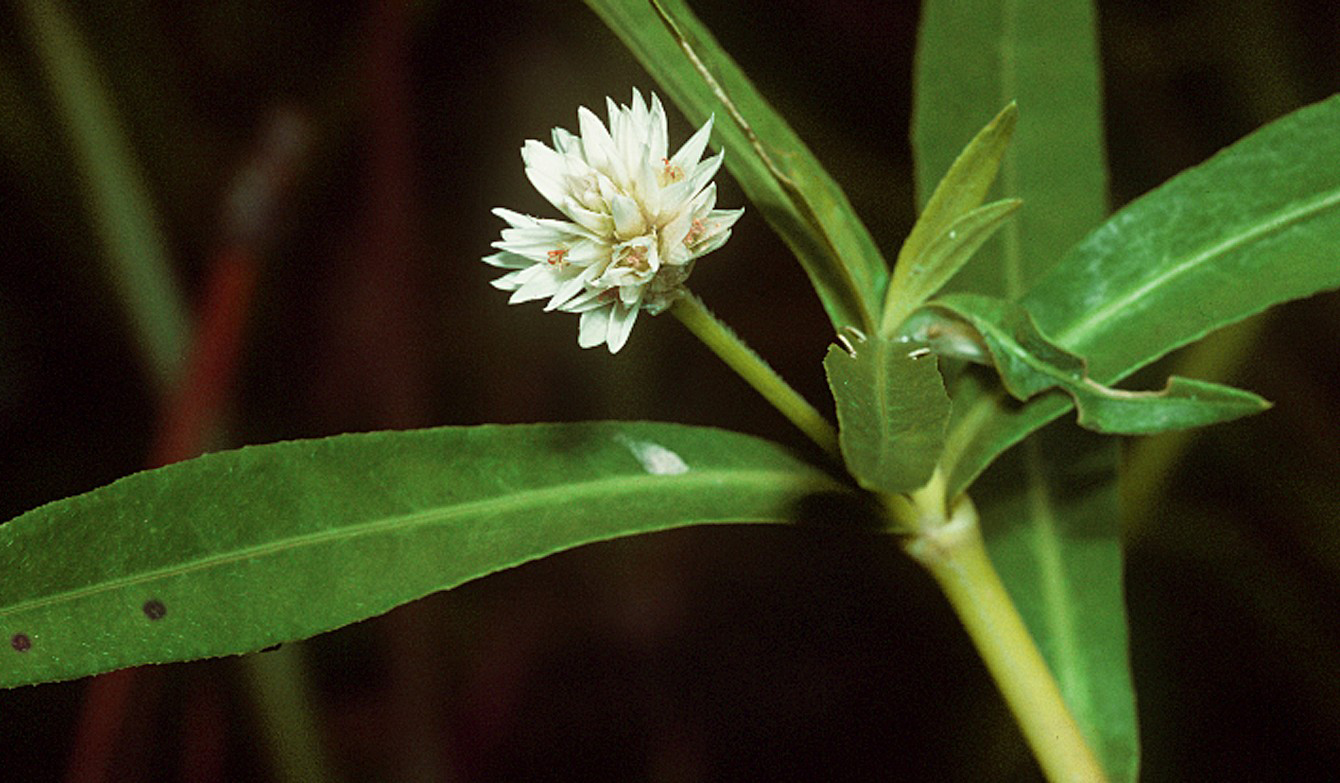
L'espècie invasora Alternanthera philoxeroides va ser controlada a Florida amb la introducció del coleòpter específic Agasicles hygrophila

Les espècies invasores estan estretament lligades amb el control biològic, ja que a l'inici, normalment només es van importar els seus enemics naturals.

## Resultats negatius
La introducció no científica d'enemics naturals pot causar danys col·laterals importants. Per exemple quan la mangosta va ser introduïda a Hawaii per tal de controlar les rates, ja que la mangosta va preferir com a preses els ocells endèmics de Hawaii, especialment els seus ous. Tanmateix aquesta introducció de mangostes no es va fer seguint criteris científics.
El gripau Bufo marinus, provingut de Hawaii, es va introduir a Austràlia en la dècada de 1930 per a controlar l'escarabat de la canya de sucre. Resultava que el gripau no podia enfilar-se a la part de dalt de les canyes de sucre (on es refugiaven els escarabats) i el nombre de gripaus va tenir una explosió demogràfica, alterant l'ecosistema australià; a més, els gripaus eren tòxics fins i tot per a les serps, que se’ls volien menjar.